# Lauquíniz
Lauquíniz (oficialmente en euskera: Laukiz, que se pronuncia como /'lau.kis̻/) es un municipio de la provincia de Vizcaya, País Vasco (España). El municipio, de 1190 habitantes (INE 2017), está situado a 15 km al norte de Bilbao.

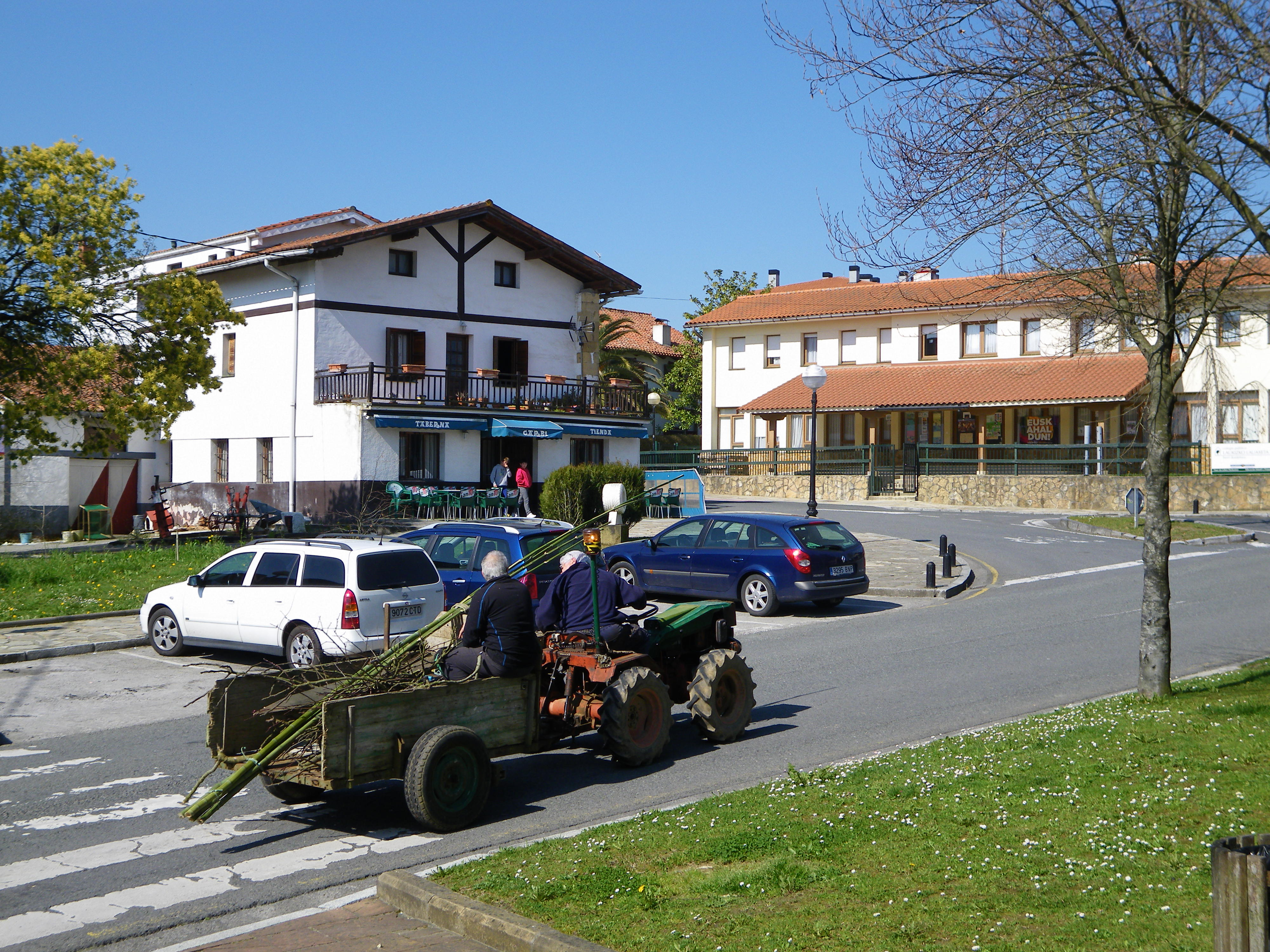
Vista del barrio Elizalde

## Toponimia
Lauquíniz pertenece a la serie de topónimos vascos que tienen una terminación en -iz. Julio Caro Baroja defendía que la mayor parte de estos topónimos provenían de un nombre propio unido al sufijo latino -icus declinado.
En la zona vasconavarra Caro Baroja consideraba que los sufijos -oz, -ez e -iz aplicados a la toponimia indicaban que en la antigüedad el lugar había sido propiedad de la persona cuyo nombre aparecía unido al sufijo, pudiéndose remontar su origen desde la Edad Media hasta la época del Imperio romano.
En el caso de Lauquíniz, Julio Caro Baroja propuso que ese nombre podría provenir de un hipotético Laucius o Laucinus, siendo ambos nombres latinos documentados.
Así, si al nombre Laucinus se le añade el sufijo latino -icus que indica lo que es perteneciente a este, se podría obtener Laucinicus. Laucinicus podría ser también un hijo de Laucinus. Lo propio de Laucinicus y de sus descendientes sería Laucinici (genitivo de singular y nominativo de plural). De una evolución similar a la de ese sufijo latino -icus se habrían dado origen también los patronímicos utilizados en los idiomas latinos de la península ibérica.
De ese Laucinici se habría podido derivar el topónimo Lauquíniz. Palabras latinas tomadas como préstamo por el euskera en una época muy antigua como pacem, mercem o necem en euskera se han conservado con el sonido k como pake, merke o neke. De manera similar se habría podido llegar de Laucinici -> Lauquíniz.
Otra versión de Lauquíniz es la suma de lau + ki +anitz > llano +pequeño + muchos con el significado de muchas llanuras pequeñas.[cita requerida]
Lauquíniz quedó fijado como forma escrita del nombre. Sin embargo en euskera el nombre siguió evolucionando oralmente y dio lugar a Lauquiz al perderse la n intervocálica, un fenómeno común del euskera en los últimos siglos. El actual nombre de la localidad en euskera, Laukiz, es fruto de esa evolución Lauquíniz > Lauquiz y de la adaptación del topónimo a la ortografía contemporánea de la lengua vasca Lauquiz > Laukiz. En español se conservó la forma más antigua Lauquíniz, como nombre formal de la localidad.
En 1987 el ayuntamiento decidió oficializar la forma vasca del nombre y desde entonces es oficial Laukiz.

## Geografía
Municipio vizcaíno situado en la comarca de Uribe-Butroi, y a 15 km de Bilbao, con una extensión de 8,16 km². Corresponde esta zona al llamado Sinclinorio de Vizcaya, cuyo flanco sur atraviesa el término de Lauquíniz formando una alineación de relieves que resaltan sobre el paisaje de colinas a una altura media de 50-70 m. Destaca la cumbre del monte Umbe (301 m s. n. m.). A partir de estas alineaciones del relieve descienden varios arroyos que van a parar al Butrón, destacando entre ellos el Amezkarai, Goiartzu, Erreskando, etc. Estos nombres provienen de los pertenecidos de los caseríos que atraviesan los arroyos.
En cuanto a la distribución, se compone de 5 barrios:
- Elizalde (núcleo de la capitalidad)
- Aurrekoetxea
- José Antonio Agirre
- Mentxakaetas
- Mendiondo, (en este también está situada la Urbanización Umbe-Mendi)

## Historia
Anteiglesia de la Merindad de Uribe, Señorío de Vizcaya. Estaba regida por un fiel con el asiento y voto número 53 en las Juntas Generales de Guernica.
El origen de Lauquíniz parece ser que proviene del dueño de una antigua casa solar, Munio Munioruz de Lauquíniz, que aparece en la escritura de donación del monasterio de Alboniga, en 1093, concedida por Dña. Toda Ortiz.
La parroquia de San Martín Obispo, fundada en el ermitorio en 1748, por sus feligreses, el Marqués de Mortara que además percibía los diezmos como patrono divisero. Las ermitas eran dos y dedicadas a Jesús Crucificado (actualmente no existe, estaba ubicada a unos 2 metros del Ayuntamiento) y la de San Martín.
El municipio en los siglos anteriores era importante en cuanto producía maíz, trigo, forrajeras y algo de uva para chacolí, disponiendo de tres molinos harineros y una alpargatería.

## Demografía
Lauquíniz cuenta con una población de 1245 habitantes (INE 2024).
| Gráfica de evolución demográfica de Lauquíniz entre 1842 y 2021 |
| |
| Población de derecho según los censos de población del INE Población de hecho según los censos de población del INEEn estos censos se denominaba Lauquiniz: 1842, 1857, 1860, 1877, 1887, 1897, 1900, 1910, 1920, 1930, 1940, 1950, 1960, 1970 y 1981 |

La cercanía de las áreas industriales en torno a Bilbao, y después, los núcleos industriales de las cercanías, ha permitido a la población de alternar los trabajos del campo con el trabajo en la industria.
Este hecho explica el aumento de población sufrido por este municipio; incluso, su entrada en el área de influencia de Bilbao, hecho este que ha producido notables cambios en su paisaje.
La población de Lauquíniz ha ido aumentando en escaso número, excepto en los años 1970-75, que se multiplicó por dos. Este hecho se relaciona con la instalación de la Urbanización Unbemendi, que aprovecha el bajo grado de industrialización y su valor paisajístico.
Actualmente se está produciendo un aumento de envejecimiento de la composición por edades.

## Economía
La llegada de población ha incidido directamente en la composición de activos. La población activa suma aprox. 300 personas, destacando dos sectores, por un lado la que trabaja en la industria, y lo hace en los núcleos industriales cercanos; por otro, el de los servicios que desarrolla gran parte de la población instalada en los últimos años. Por el contrario el sector agrícola muestra un retroceso en la población dedicada exclusivamente al mismo.
La falta de instalaciones industriales da importancia al sector agrícola en el paisaje.
Las explotaciones no han mostrado grandes cambios en su número, el tipo medio de ellas está entre las 1-5 ha. Y dentro de ellas destacan los terrenos dedicados a los prados y plantas forrajeras, y al terreno de huerta. Mostrando un retroceso en los terrenos dedicados a cereales. Igualmente, hay dedicación al ganado vacuno para la obtención de leche y carne, sin apenas importancia el resto de las especies, salvo la avicultura.
Como hecho a reseñar es la instalación de la Urbanización de Unbe-Mendi y viviendas aisladas construidas durante estos últimos años, que hace que gran parte de sus habitantes actualmente se dediquen al sector servicios y la industria.

## Símbolos
El escudo de armas de Lauquíniz tiene el siguiente blasón:

En sinople, tres calderas de sable, puestas en triángulo y en el jefe tres flores de lis de oro en faja. Bordura lisa de oro.
 

## Administración y política
| Partido político                                              | 2019  | 2019       | 2015  | 2015       | 2011  | 2011       | 2007  | 2007       | 2003        | 2003        | 1999  | 1999       | 1995  | 1995       |
| Partido político                                              | %     | Concejales | %     | Concejales | %     | Concejales | %     | Concejales | %           | Concejales  | %     | Concejales | %     | Concejales |
| Euzko Alderdi Jeltzalea-Partido Nacionalista Vasco (EAJ-PNV)  | 57,56 | 6          | 51,84 | 5          | 46,95 | 5          | 52,02 | 4          | 65,78       | 7           | 53,12 | 4          | 54,82 | 5          |
| Euskal Herria Bildu (EH Bildu)-Bildu                          | 26,60 | 2          | 32,27 | 3          | 26,03 | 3          | —     | —          | —           | —           | —     | —          | —     | —          |
| Partido Popular del País Vasco (PP)                           | 9,59  | 1          | 8,70  | 1          | 7,73  | 0          | 12,12 | 1          | 14,96       | 1           | 13,83 | 1          | 15,24 | 1          |
| Partido Socialista de Euskadi-Euskadiko Ezkerra (PSE-EE PSOE) | 5,09  | 0          | 3,18  | 0          | 3,57  | 0          | 6,03  | 0          | 6,22        | 0           | —     | —          | —     | —          |
| Agrupación Cívica Unbemendi (ACU)                             | —     | —          | —     | —          | 14,41 | 1          | —     | —          | —           | —           | —     | —          | —     | —          |
| Eusko Abertzale Ekintza-Acción Nacionalista Vasca (EAE-ANV)   | —     | —          | —     | —          | —     | —          | 17,77 | 1          | —           | —           | —     | —          | —     | —          |
| Eusko Alkartasuna (EA)                                        | —     | —          | —     | —          | —     | —          | 10,05 | 1          | Con PNV     | Con PNV     | 16,53 | 1          | 21,72 | 1          |
| Lau Hizetara (LH)                                             | —     | —          | —     | —          | —     | —          | —     | —          | 11,85       | 1           | —     | —          | —     | —          |
| Euskal Herritarrok (EH)-Herri Batasuna (HB)                   | —     | —          | —     | —          | —     | —          | —     | —          | Ilegalizado | Ilegalizado | 14,00 | 1          | 5,95  | 0          |

## Lugares de interés
- La Casa de Virgen de Unbe, en la carretera general Bilbao-Plencia, lugar religioso de una famosa aparición mariana.
- Ayuntamiento (en ese edificio nació el poeta Esteban Urkiaga Basaras “Lauaxeta”).
- Plaza Lauaxeta, Iglesia de San Martín, fundada en 1748.
- Castillo de Butrón (Gatica), situado a escasos 3 km del centro del municipio.